# Lake of the Woods Indian Reserve 31H
Lake of the Woods Indian Reserve 31H är ett reservat i Kanada.   Det ligger i provinsen Ontario, i den sydöstra delen av landet, 1 500 km väster om huvudstaden Ottawa.
Trakten runt Lake of the Woods Indian Reserve 31H är nära nog obefolkad, med mindre än två invånare per kvadratkilometer.